# حصان نوكوتا
حصان نوكوتا هو سلالة خيول وحشية وشبه وحشية تعيش في الأراضي الوعرة في جنوب غرب داكوتا الشمالية في الولايات المتحدة. تطورت السلالة في القرن التاسع عشر من سلالة دماء التأسيس التي تتكون من خيول تم تربيتها في مزرعة تم إنتاجها من خيول الأمريكيين الأصليين المختلطة مع الخيول الإسبانية والأصيلة وخيول الخيول والسلالات ذات الصلة. تم القضاء على نوكوتا تقريبًا خلال أوائل القرن العشرين عندما عمل المزارعون، بالتعاون مع الوكالات الحكومية والفيدرالية، معًا للحد من المنافسة على رعي الماشية. ومع ذلك، عندما تم إنشاء حديقة ثيودور روزفلت الوطنية في الأربعينيات من القرن الماضي، حوصرت بعض العصابات عن غير قصد في الداخل، وبالتالي تم الحفاظ عليها.
في عام 1986، باعت الحديقة العديد من الخيول، بما في ذلك فحول القطيع، وأطلقت العديد من الفحول ذات السلالات الخارجية في القطعان. في هذه المرحلة، بدأ الأخوان Leo وFrank Kuntz في شراء الخيول بهدف الحفاظ على السلالة، وأسسوا جمعية حصان النوكوتا في عام 1999، وبدأوا لاحقًا في تسجيل سلالات من خلال نفس المنظمة. في وقت لاحق، بدأت منظمة أخرى في ولاية مينيسوتا التسجيل الثاني قصير العمر. في عام 2009، تم إنشاء سجل الخيول في نورث داكوتا بادلاندز، والذي يسجل النوع المختلف قليلاً من الخيول التي تمت إزالتها من الحديقة في السنوات الأخيرة. اليوم، تجري الحديقة عمليات تخفيف منتظمة للقطيع للحفاظ على الأعداد بين 70 و110، ويتم بيع الخيول الزائدة.

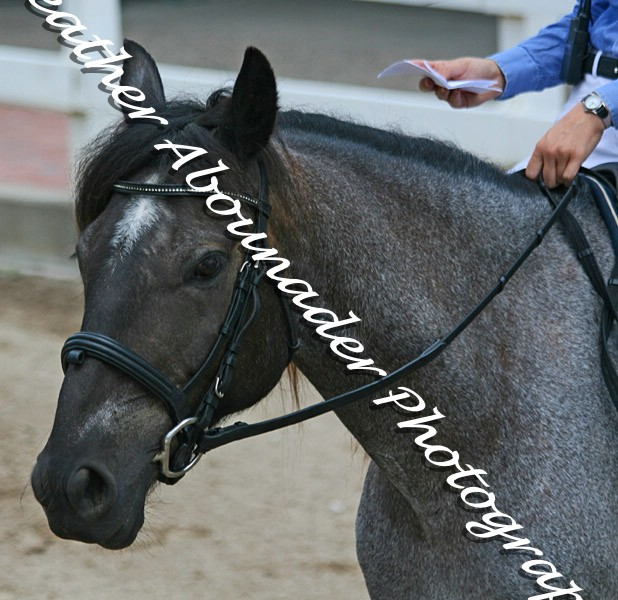

يمتلك حصان نوكوتا إطارًا زاويًا، وعادة ما يكون لونه أزرق شاحبًا، وغالبًا ما يظهر مشية متقلبة تسمى «المراوغة الهندية». تنقسم السلالة عمومًا إلى قسمين، النوع التقليدي ونوع المزرعة، ويختلفان قليلاً في الشكل والارتفاع. يتم استخدامها في العديد من الأحداث، بما في ذلك ركوب التحمل، وركوب الخيل الغربية والتخصصات الإنجليزية.

## خصائص السلالة
يمتلك حصان نوكوتا إطارًا زاويًا به كتبل بارزة، وخانوق مائل، وذيل منخفض. غالبًا ما تكون أعضاء السلالة زرقاء اللون، وهو لون نادر في السلالات الأخرى، على الرغم من شيوع الأسود والرمادي أيضًا. تشمل الألوان الأقل شيوعًا الروان الأحمر، والخليج، والكستناء، والدون، والجرولو، وبالومينو. تحدث أنماط البينتو مثل overo وsabino أحيانًا.

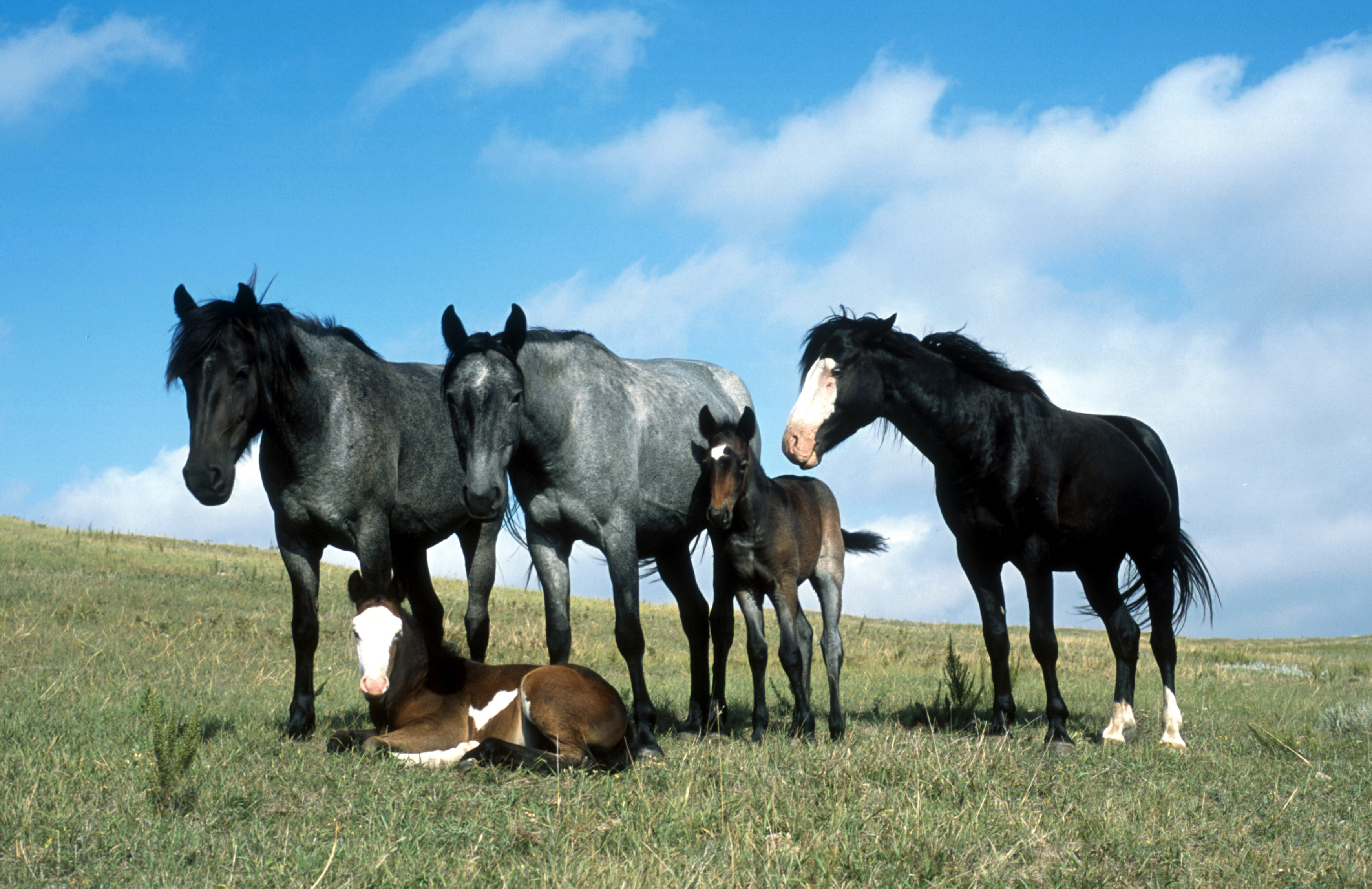
سلالة النوكوتا.

هناك نوعان عامان من حصان نوكوتا. الأول هو نوكوتا التقليدي، المعروف بالسجل باسم الحديقة الوطنية التقليدية. تميل إلى أن تكون أصغر حجمًا وأكثر دقة وأقرب في النوع إلى الحصان الكولونيالي الأسباني، وتقف عمومًا بين 14 و14.3 يد (56 و59 بوصة، 142 و150 سم). يُعرف النوع الثاني باسم نوع المزرعة أو National Park Ranch، وهو يشبه إلى حد بعيد خيول الربع من «النوع الأساسي» المبكر، ويقف عمومًا من 14.2 إلى 17 يدًا (58 إلى 68 بوصة، 147 إلى 173 سم). غالبًا ما يُظهر أعضاء السلالة مشية متقلبة، كانت تُعرف سابقًا باسم «المراوغة الهندية». توصف خيول نوكوتا بأنها متعددة الاستخدامات وذكية. تم استخدام أعضاء السلالة في سباقات التحمل وركوب الخيل الغربية، وقد تم استخدام عدد قليل في أحداث مثل صيد الثعالب والترويض والفعاليات لمدة ثلاثة أيام والقفز الاستعراضي. تختلف المصادر في أصل أصل اسم السلالة، حيث ذكر أحد المصادر أن Nokota تستمد اسمها من شعب Nakota الذين سكنوا شمال وجنوب داكوتا،  بينما يقول آخر أن الاسم عبارة عن مزيج من North Dakota أنشأه Kuntz الإخوة.

## تاريخه
تطور حصان نوكوتا في الركن الجنوبي الغربي من شمال داكوتا، في ليتل ميسوري ريفر بادلاندز. تم اكتشاف الخيول الوحشية لأول مرة من قبل مربي الماشية في القرن التاسع عشر، واختلطت الخيول من القطعان المحلية مع القطعان البرية الأصلية. غالبًا ما يقوم مربو الماشية بتهجين المهور الهندية المحلية، والخيول الإسبانية من الجنوب الغربي، والعديد من الخيول، وتسخير الخيول الأصيلة وتخزين الخيول لصنع خيول مزرعة قوية ومفيدة. كتب ثيودور روزفلت، الذي كان يعمل في مزرعة في منطقة ليتل ميسوري بين عامي 1883 و1886:
في عدد كبير - في الواقع في معظم المواقع - توجد خيول برية يمكن العثور عليها، والتي، على الرغم من كونها من أصل محلي على الدوام، إما أن تكون هاربة من بعض المزارع أو الزي الهندي، أو تدعي ذلك من أجل مواليدها وسدودها، وحشي مثل الظباء الذي اقتحموا مجاله.

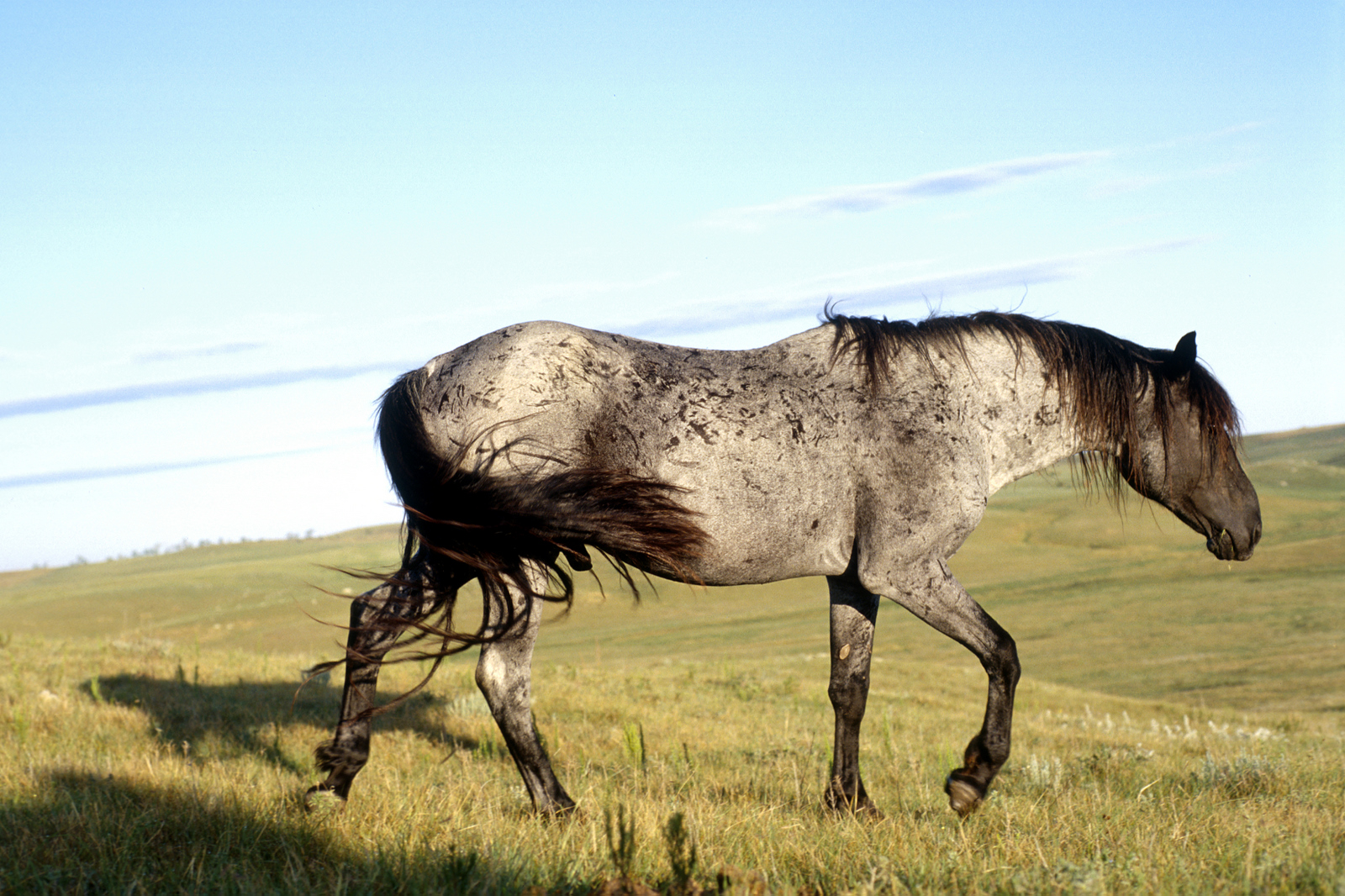
خيل نوكوتا نادر.

في عام 1884، اشترت مزرعة إتش تي، الواقعة بالقرب من ميدورا بولاية نورث داكوتا، 60 فرساً من قطيع من 250 حصاناً من الأمريكيين الأصليين تمت مصادرتها في الأصل من زعيم لاكوتا سيتينج بول وبيعت في فورت بوفورد، داكوتا الشمالية عام 1881. بعض هذه الأفراس تم تربيتها إلى فحل سباق الخيل الأصيل ليكسينجتون، المملوكة أيضًا لشركة HT Ranch.
بحلول أوائل القرن العشرين، أصبحت قطعان الخيول الوحشية هدفًا لمربي الماشية المحليين الذين يتطلعون إلى الحد من منافسة الرعي على مواشيهم. تم جمع العديد من الخيول، وإما استخدامها كخيل مزرعة أو بيعها للذبح أو بالرصاص. من الثلاثينيات حتى الخمسينيات من القرن الماضي، عملت الوكالات الفيدرالية والوكالات الحكومية مع أصحاب المزارع لإزالة الخيول من غرب داكوتا الشمالية. ومع ذلك، عندما تم إنشاء حديقة تيودور روزفلت الوطنية في الأربعينيات من القرن الماضي، أثناء البناء، تم إحاطة عدد قليل من مجموعات الخيول بطريق الخطأ داخل سياج المتنزه، وبحلول عام 1960 كانت هذه العصابات آخر الخيول الوحشية المتبقية في نورث داكوتا. ومع ذلك، سعت الحديقة للقضاء على هذه الخيول. تم إعلان إعفاء دائرة المنتزهات القومية من قانون الخيول البرية والمتجولة الحرة والبوروس لعام 1971 الذي غطى الخيول والجرس المتجول مجانًا في الأراضي الفيدرالية الأخرى. سمح لهم ذلك بالنظر إلى القطعان على أنها مصدر إزعاج والتعامل معها على هذا النحو، بما في ذلك إرسال الكثير للذبح.
في أواخر السبعينيات من القرن الماضي، أدت المعارضة العامة المتزايدة لإزالة الخيول الوحشية إلى تغييرات في إستراتيجية الإدارة، واليوم تتم إدارة القطعان داخل متنزه تيودور روزفلت الوطني لأغراض العرض التاريخي. ومع ذلك، في عام 1986، أضافت الحديقة سلالات خارجية بهدف تعديل مظهر نوكوتا. شعرت إدارة المنتزه أن الخيول التي تم إنشاؤها من سلالات الدم الخارجية ستباع بشكل أفضل في المزادات اللاحقة. تمت إزالة فحول القطيع المهيمنة واستبدالها بحصانين متوحشين من قطعان موستانج من مكتب إدارة الأراضي، وفحل شاير المهجن، وفحل حصان الربع، وفحل عربي. في نفس الوقت الذي تم فيه استبدال الفحل، تم تجميع العديد من خيول الحديقة وبيعها. في مزاد 1986، قلقًا بشأن رفاهية حصان نوكوتا، اشترى ليو وفرانك كونتز 54 حصانًا، بما في ذلك الفحل المهيمن، وهو حصان أزرق. كان هذا بالإضافة إلى عدد أقل من الخيول المشتراة في أعوام 1981 و1991 و1997. بعد البحث في تاريخ السلالة، ذكر Kuntzs أنهم وجدوا دليلًا على أن الخيول الموجودة في الحديقة ربما كانت مرتبطة بالخيول المتبقية من مجموعة 250 من خيول Sitting Bull، والتي تم تربيتها من قبل Marquis de Mores، الذي أسس مدينة ميدورا. ومع ذلك، زعمت جمعية خيول النوكوتا التي لم تدم طويلاً أنه لا يوجد دليل على هذا الادعاء.

### من التسعينيات حتى اليوم
بحلول عام 1993، كان لدى الأخوين كونتز قطيع من 150 حصانًا، بما في ذلك الخيول التي تم شراؤها من الحديقة على مدار العديد من المزادات وأحفادهم. استخدموا الخيول بشكل أساسي لسباقات تربية المواشي والقدرة على التحمل. في عام 1993، تم إعلان نوكوتا على أنها دولة الفروسية الفخرية لولاية نورث داكوتا. في عام 1994، أجرى الباحثون دراسة على الخيول في الحديقة وفي مزرعة كونتز، واكتشفوا أن أيا من الخيول الموجودة في الحديقة، وحوالي 20 فقط في المزرعة، لها خصائص تتفق مع الخيول الإسبانية المستعمرة. منذ ذلك الحين، تم تربية الخيول في مزرعة Kuntz للحفاظ على خصائصها الإسبانية وتحسينها. في عام 1999، أسس الأخوان كونتز منظمة جمعية خيول النوكوتا لحماية حصان نوكوتا والحفاظ عليه. تتعقب جمعية خيول النوكوتا حوالي 1000 حصان حي وميت، ويمكن العثور على خيول نوكوتا في جميع أنحاء الولايات المتحدة.

### الفحل الأزرق
واصلت حديقة تيودور روزفلت الوطنية ترقق القطيع، مع العديد من الجولات التي أجريت خلال التسعينيات والعقد الأول من القرن الحادي والعشرين. في عام 2000، تمت إزالة آخر الخيول التي تم اعتبارها من النوع "التقليدي" من نوع نوكوتا من البرية، حيث تم شراء بعضها من قبل مؤيدي جمعية خيول النوكوتا. تمتلك National Park Service حاليًا قطيعًا من 70 إلى 110 خيول. في عام 2006، تم اختيار السلالة لتكون المستفيد من المنفعة السنوية لـ Breyer Animal Creations حملة الحصان "للسنة التالية؛ تم إنشاء نموذج براير وتصنيعه وتسويقه في عام 2007، مع تخصيص جزء من العائدات إلى محمية نوكوتا للخيول. اعتبارًا من عام 2006، امتلكت عائلة كونتز ما يقرب من 500 حصان نوكوتا، مع امتلاك جمعية خيول النوكوتا 40. في تلك المرحلة، كان هناك أقل من 1000 Nokotas في العالم.

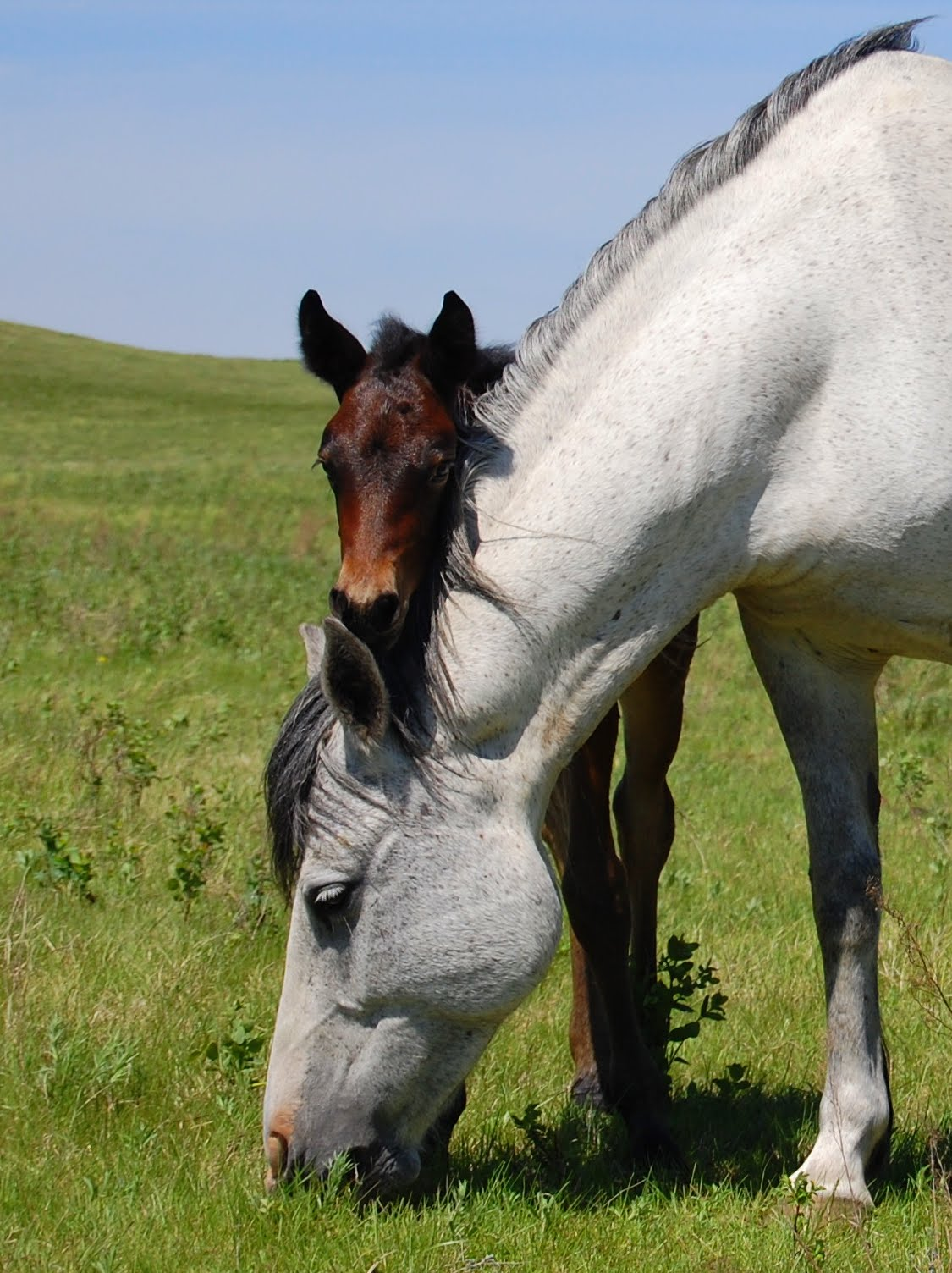

سجل Nokota Horse Registry هو سجل السلالات الذي تنظمه جمعية خيول النوكوتا. كان هناك لفترة وجيزة سجل ثان: منظمة مقرها مينيسوتا تسمى جمعية نوكوتا هورس. في أكتوبر 2009، تنازع السجلين على حق اسم سلالة نوكوتا، حيث ادعت الجمعية أنها تمتلك العلامة التجارية القانونية للاسم. رفع السجل دعوى قضائية، زاعمًا أنهم ابتكروا الاسم وكان لديهم تاريخ أطول مع السلالة. أمرت محكمة جزئية أمريكية الجمعية بالتوقف عن تسجيل الخيول حتى تسوية الأمر،  واختفت الجمعية عن الرأي العام بعد فترة وجيزة. في خريف عام 2009، تم إنشاء منظمة أخرى، وهي شركة North Dakota Badlands Horse Registry. تسجل هذه المنظمة الخيول التي تمت إزالتها من الحديقة في السنوات الأخيرة، تفيد بأن هذه الخيول غير مقبولة من قبل Nokota Horse Registry. اعتبارًا من مارس 2011، تم تسجيل ما يقرب من 40 حصانًا. تميل هذه الخيول إلى أن تكون من نمط ظاهري ونمط وراثي مختلف قليلاً عن الخيول المسجلة بواسطة Nokota Horse Registry بسبب الدم الإضافي من سلالات مختلفة تم إطلاقها في المنتزه.